# Tricoma cincta
Tricoma cincta är en rundmaskart som beskrevs av Nathan Augustus Cobb 1894. Tricoma cincta ingår i släktet Tricoma och familjen Desmoscolecidae. Inga underarter finns listade i Catalogue of Life.